# Хениг, Рут, баронесса Хениг
Рут Беатрис Хениг, баронесса Хениг (англ. Ruth Henig, Baroness Henig, урожденная Мюнцер; 10 ноября 1943 года — 29 февраля 2024 года) — британский учёный-историк и политик, член лейбористской партии.

## Биография
Рут Беатрис Мюнцер родилась 10 ноября 1943 года в семье Курта и Эльфриды Мюнцер, еврейских беженцев, эмигрировавших в Соединенное Королевство из Нидерландов в 1940 году.
Образование Хениг получила в женской гимназии Уиггестон в Лестере и в Бедфорд-колледже в Лондоне, окончила колледж в 1965 году со степенью бакалавра искусств по истории. В 1978 году она получила степень доктора исторических наук в Университете Ланкастера. Читала лекции в Университете Ланкастера по современной истории Европы.
С 1997 по 2000 год занимала должность декана факультета искусств и гуманитарных наук, а в апреле 2006 года стала одним из шести первых почётных стипендиатов Ланкастерского университета.
Хениг состояла членом Совета графства Ланкашир от Лейбористской партии с 1981 по 2005 год, а с 1999 по 2000 год была председателем этого Совета. Она также возглавляла Управление полиции Ланкашира (1995—2005) и была председателем Ассоциации полицейских управлений (1997—2005). С 2003 по 2005 год была членом Национального совета по уголовному правосудию. В течение многих лет служила мировым судьей и директором школы.
На всеобщих выборах 1992 года она баллотировалась как кандидат от Лейбористской партии на парламентское место своего мужа в Ланкастере. Ей не удалось сместить действующего депутата-консерватора Элейн Келлетт-Боумен, но она сократила консервативное большинство до чуть менее 3000 человек[1] по сравнению с 6500 в 1987 году[2].
В 2000 году Хениг была удостоена звания Командора Ордена Британской империи за заслуги перед полицией, а в 2002 году была назначена заместителем лейтенанта полиции в Ланкашире.
8 июня 2004 года Хениг стала пожизненным пэром как баронесса Хениг из Ланкастера в графстве Ланкашир. В 2018 году она заняла пост заместителя спикера Палаты лордов.
В июне 2013 года Хениг была удостоена премии Ассоциации консультантов по безопасности (части премии Имберта), названной в честь бывшего комиссара столичной полиции и лорда-лейтенанта Большого Лондона. Впервые награда, присуждённая внесшему наиболее заметный вклад в организацию безопасности в предыдущем году, была разделена с Доном Рэндаллом, главой службы безопасности Банка Англии. Было признано, что вклад баронессы Хениг в качестве председателя Управления безопасности, в надзор за регулятивной реформой и созданием нового и современного, соответствующего целевому назначению режима регулирования, является выдающимся.
20 декабря 2006 года министр внутренних дел Джон Рид назначил Хениг председателем Управления безопасности, вневедомственного государственного органа, ответственного за регулирование частной охранной отрасли. Покинув пост председателя Управления после шести лет работы в марте 2013 года, Хениг в апреле 2016 года продолжила работу по формированию отрасли в должности президента Института безопасности. Она была председателем британской компании SecuriGroup, а с марта 2019 года — председателем Реестра дипломированных специалистов по безопасности.
В свободное время основным развлечением Хенига была игра в бридж. Она играла за Ланкашир с начала 1990-х годов и была капитаном команды Палаты лордов. Хениг также был страстным поклонником футбола и более 60 лет поддерживал футбольный клуб «Лестер Сити».
С 1966 года Хениг была замужем за своим коллегой-учёным Стэнли Хенигом, который вскоре после заключения брака стал членом парламента от Лейбористской партии. В браке родилось двое детей, их сын Саймон Хениг — бывший лидер Совета графства Дарем, бывший председатель Северо-Восточного объединенного управления и преподаватель политологии в Университете Сандерленда. Рут и Стенли развелись в 1993 году, и в 1994 году она снова вышла замуж за Джека Джонстона.
Хениг умер 29 февраля 2024 года в возрасте 80 лет.